# 1977年安德拉邦气旋
1977年安德拉邦气旋，是在1977年11月19日登陆印度安德拉邦并造成致命性破坏的一个强烈热带气旋，被印度气象部定为超级气旋风暴。超级气旋风暴06B登陆后造成至少50,000人遇难及49,850万美元的损失。